# Arbecey
Arbecey é uma comuna francesa na região administrativa de Borgonha-Franco-Condado, no departamento de Alto Sona. Estende-se por uma área de 16,71 km². Em 2010 a comuna tinha 255 habitantes (densidade: 15,3 hab./km²).